# St. Leonhard (Baiershofen)

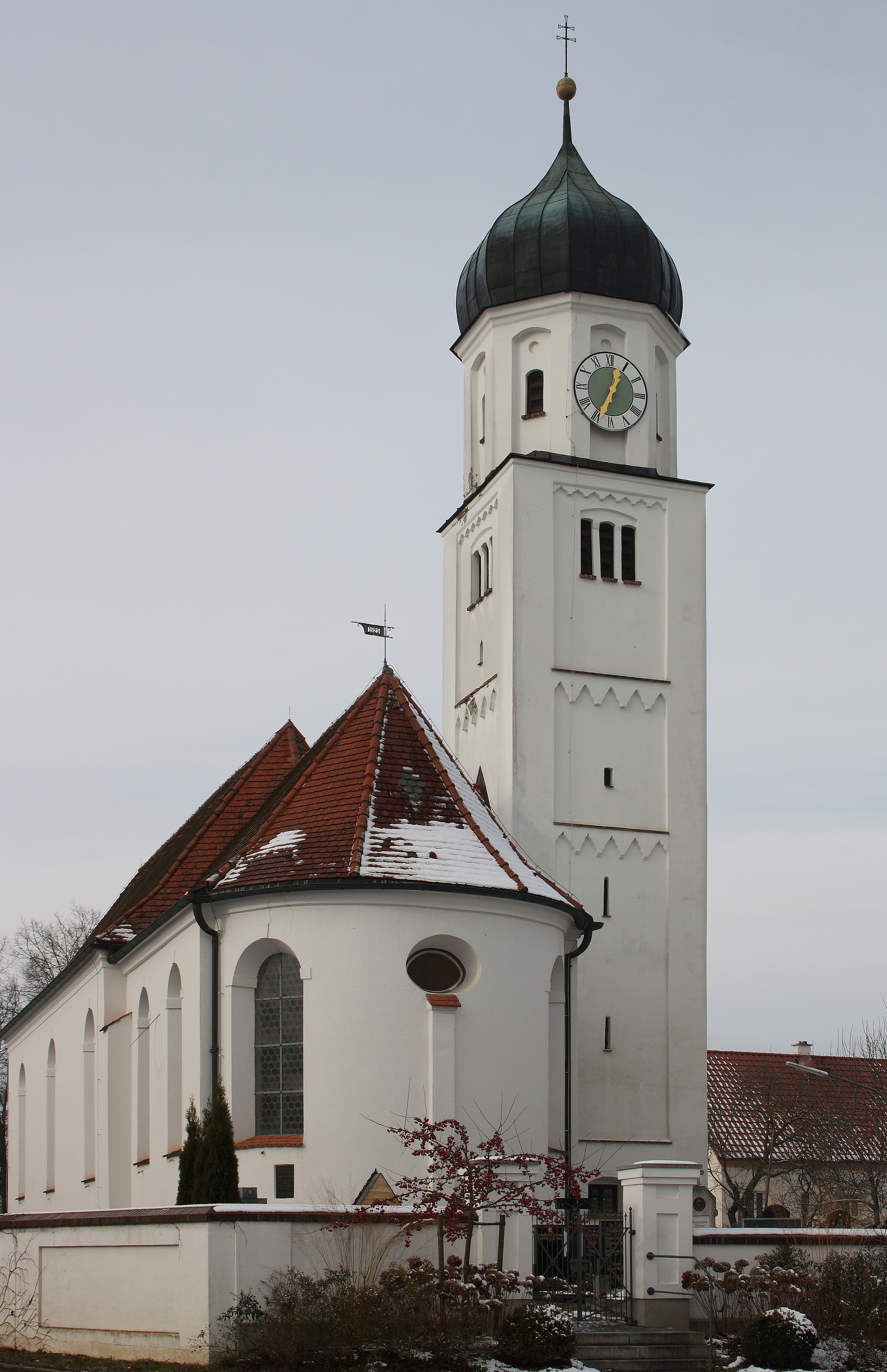
Pfarrkirche St. Leonhard

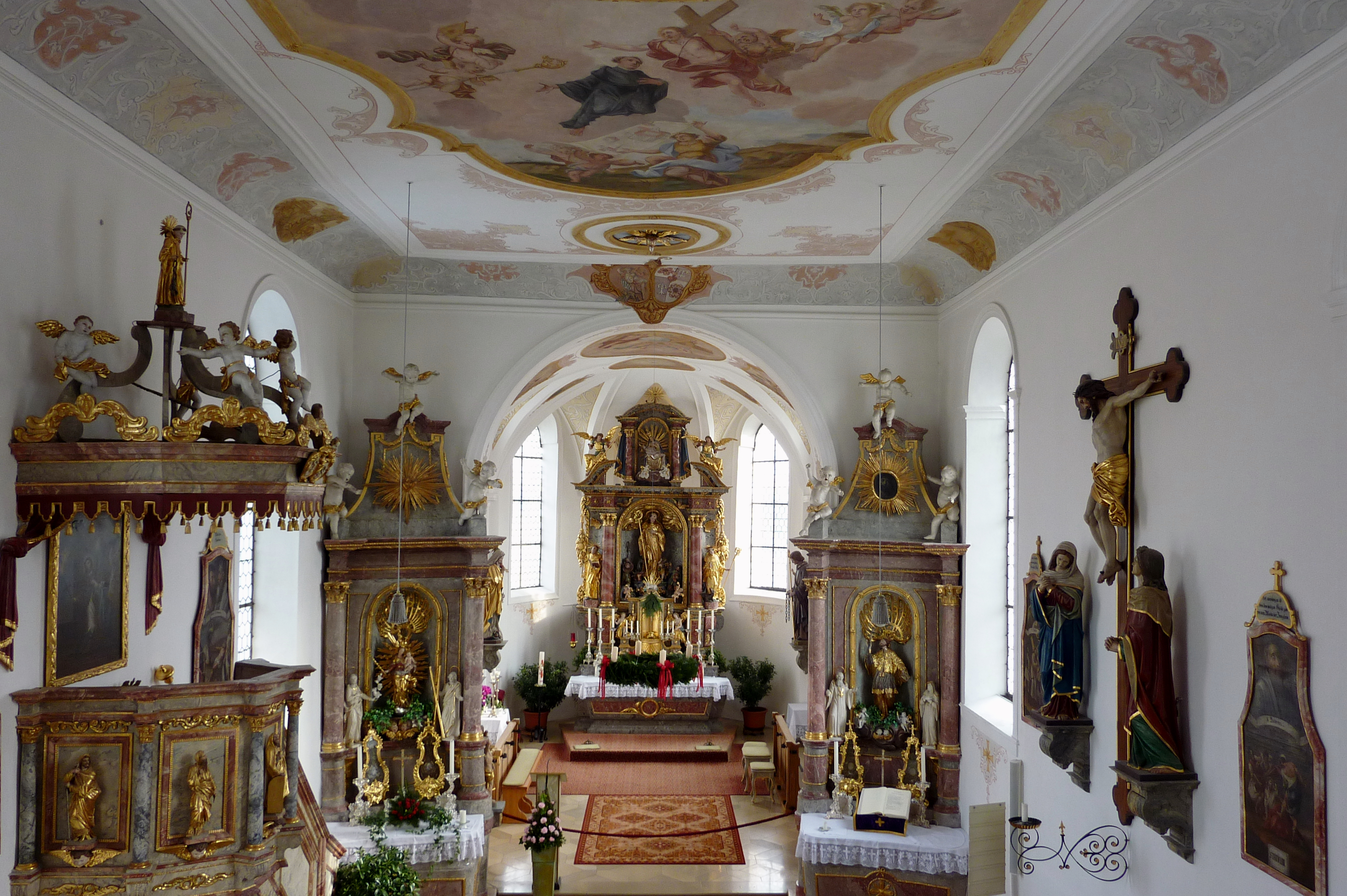
Innenraum mit Blick zum Chor

Die katholische Pfarrkirche St. Leonhard in Baiershofen, einem Gemeindeteil von Altenmünster im Landkreis Augsburg im bayerischen Regierungsbezirk Schwaben, wurde in der ersten Hälfte des 18. Jahrhunderts an der Stelle einer Vorgängerkirche aus dem 15. Jahrhundert errichtet. Die Deckenfresken und Wandbilder wurden von Dominikus Zimmermann (1685–1766) ausgeführt.

## Geschichte
Der Ort Baiershofen entstand um 1350 als Rodungssiedlung des Klosters Fultenbach. Damals bestand bereits eine Siedlung, die südlich des heutigen Ortes lag und ebenfalls zum Kloster Fultenbach gehörte. Diese Siedlung besaß eine dem Apostel Andreas geweihte Pfarrkirche, die 1789 abgebrochen wurde. Um 1450 wurde auf dem Dorfanger von Baiershofen eine neue Kirche gebaut, die die alte Andreaskirche als Pfarrkirche ablöste. Man wählte das Patrozinium des heiligen Leonhard von Limoges, der in Bayern als Nothelfer und Schutzpatron des Viehs, vor allem der Pferde, verehrt wird. Seit dem Bau der Kirche sind sämtliche Pfarrer namentlich bekannt. Es waren Mönche aus dem Kloster Fultenbach, das die Grundherrschaft des Ortes und das Kirchenpatronat innehatte und auch die Hohe Gerichtsbarkeit ausübte. 1701 wurde ein neuer Chor errichtet, dem 1730 ein neues Langhaus folgte. In dieser Zeit wurde wohl auch das Turmoktogon aufgesetzt.

## Architektur
Im nördlichen Chorwinkel erhebt sich der mit einer Zwiebelhaube bekrönte Glockenturm, dessen quadratischer Unterbau noch auf die Vorgängerkirche des 15. Jahrhunderts zurückgeht. Die unteren Geschosse sind durch Blendfelder mit Spitzbogenfriesen gegliedert. Das Glockengeschoss ist von segmentbogigen Klangarkaden durchbrochen.
Das Langhaus ist einschiffig und mit einer Flachdecke über einer Kehle gedeckt. Der leicht eingezogene Chor besitzt ein Tonnengewölbe mit Stichkappen und schließt mit einer halbrunden Apsis.

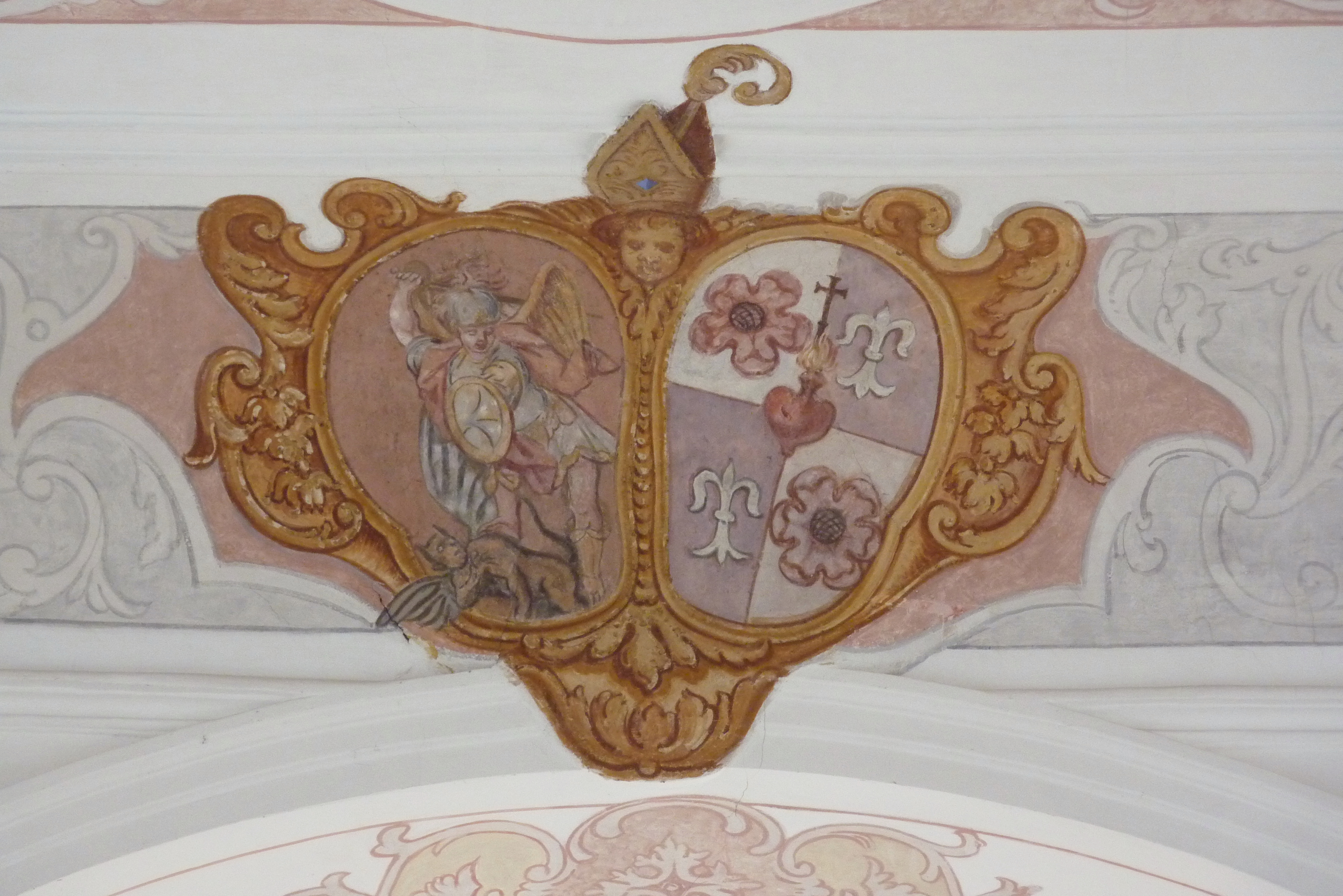
Stuckkartusche mit den Wappen des Klosters Fultenbach und des Abtes Michael Schiele

## Stuck
Der Stuckdekor wurde um 1710/20 geschaffen. Am Chorbogen befindet sich in einer Stuckkartusche links das Wappen des Klosters Fultenbach, das den Erzengel Michael im Kampf mit Luzifer darstellt. Die rechte Seite stellt das Wappen des Abtes Michael Schiele dar, der von 1723 bis 1765 dem Kloster Fultenbach vorstand. Dieses Wappen ist in vier Felder unterteilt, auf denen Rosen und Lilien dargestellt sind und in deren Mitte ein flammendes Herz mit einem Kreuz prangt.

## Deckenbilder
Das Chorfresko stellt das Auge Gottes, die Heilige Dreifaltigkeit und das von einem Schwert durchbohrte und einem Blütenkranz umgebene Herz Mariens dar, aus dem ein Flammenkelch mit einem Kreuz hervorgeht. Auf den seitlichen Medaillons sind die vier Evangelisten dargestellt.

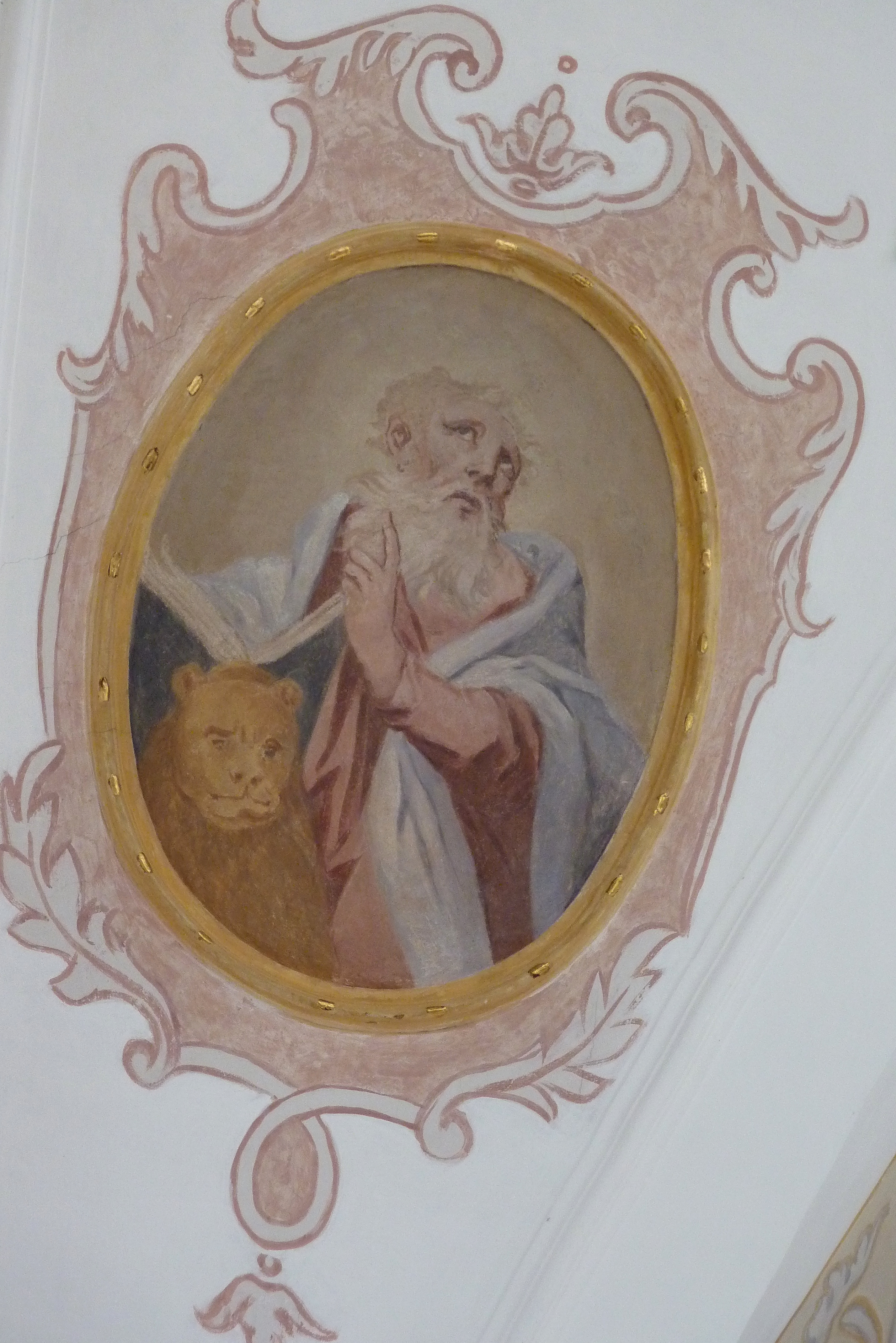
Markus
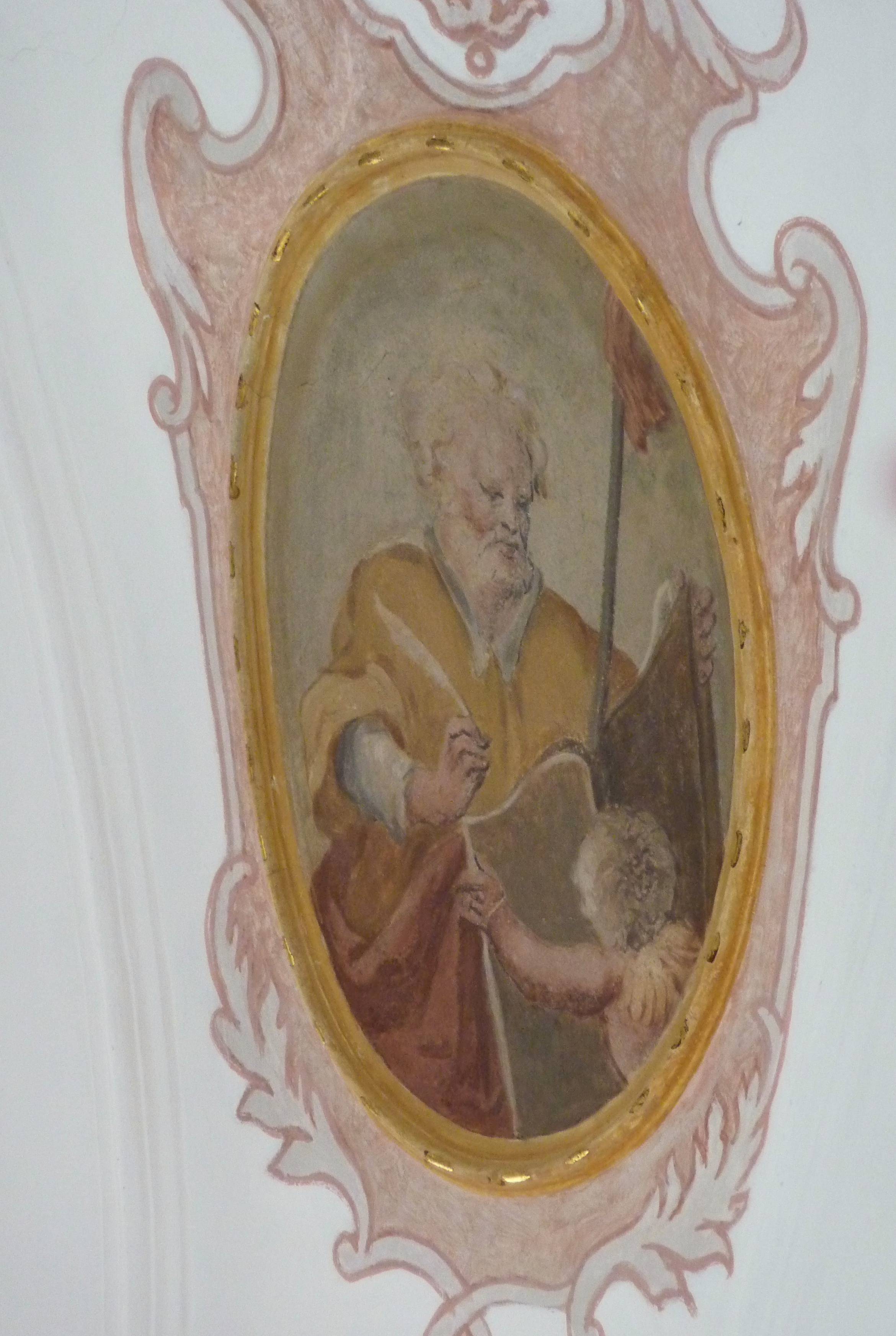
Matthäus
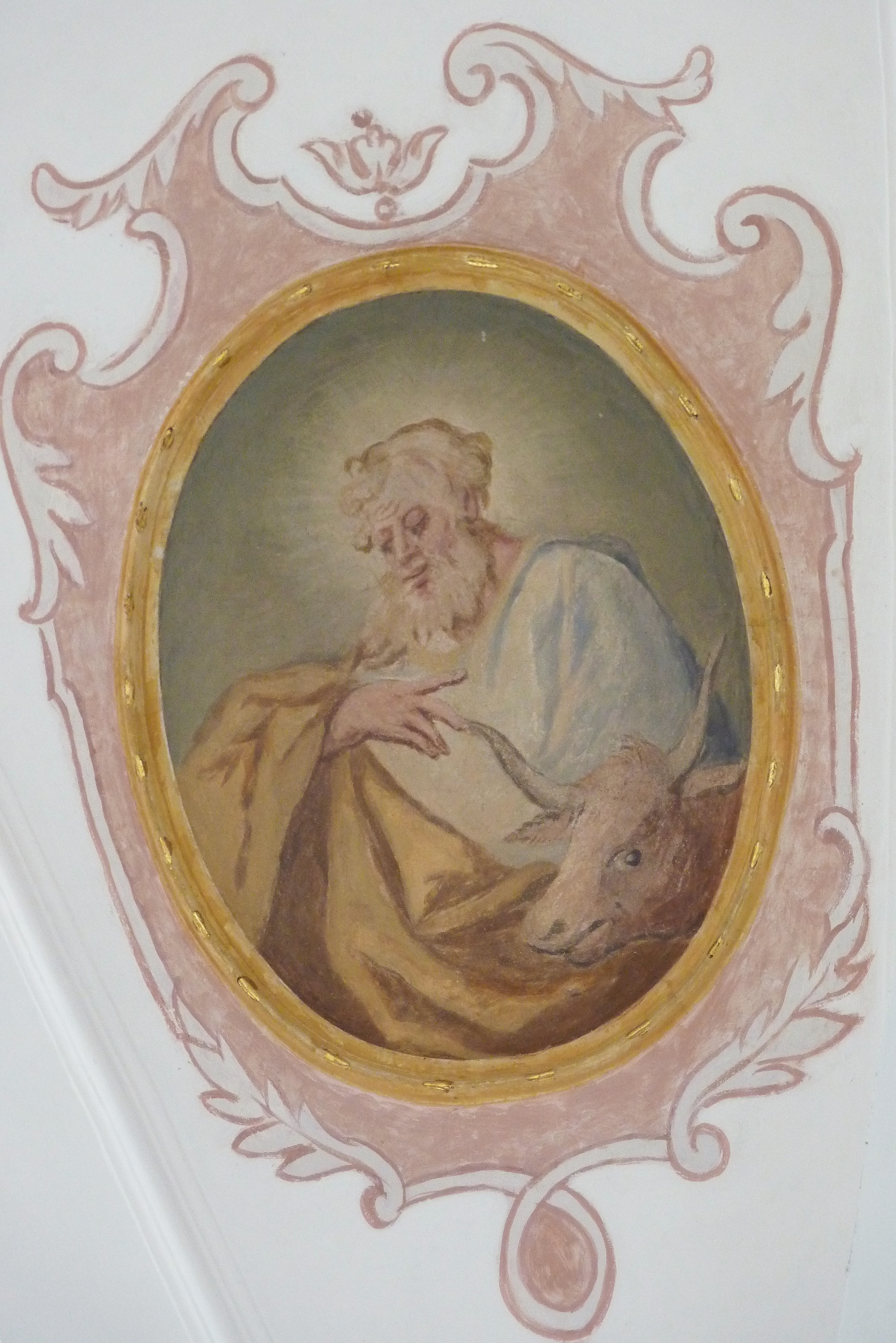
Lukas
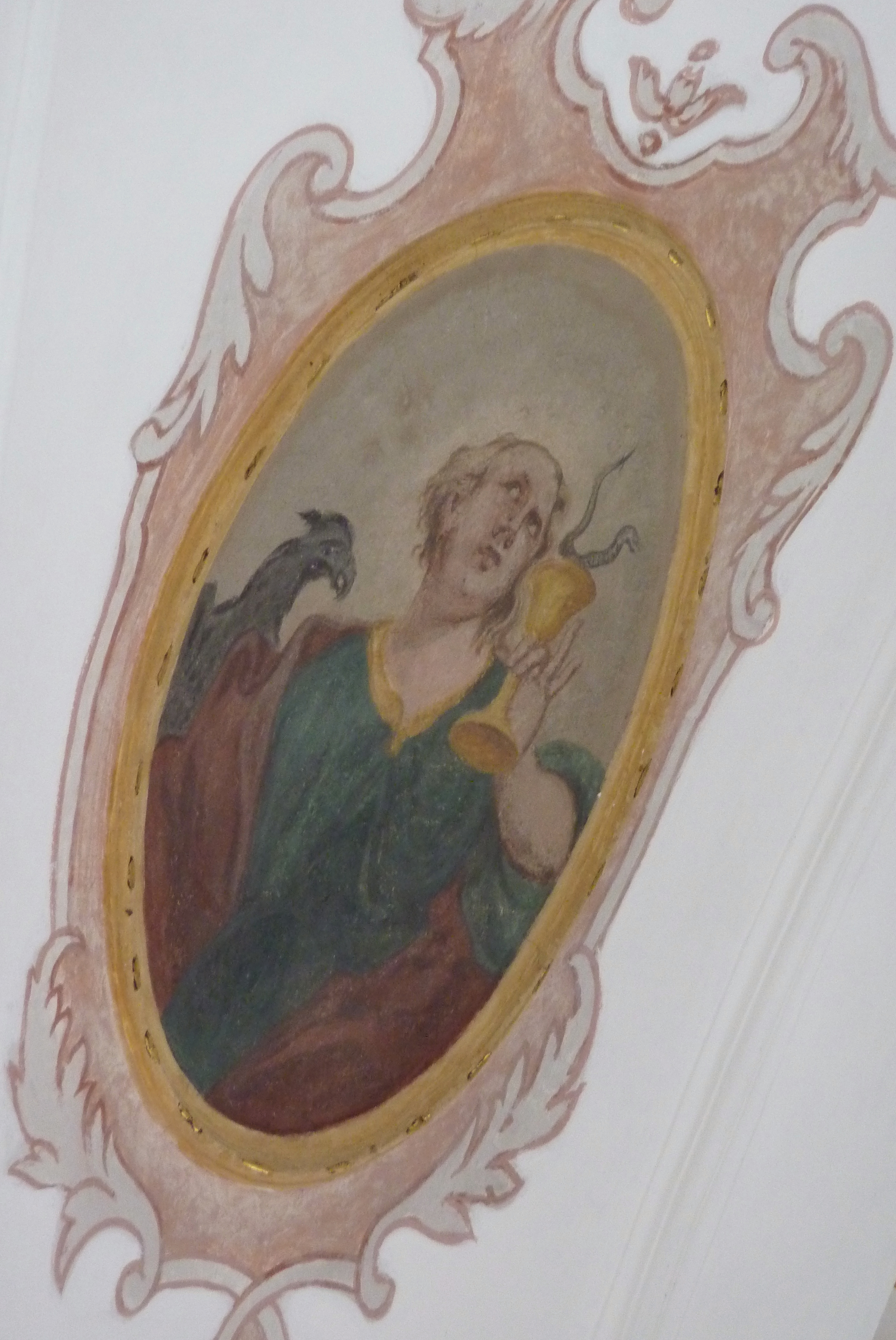
Johannes

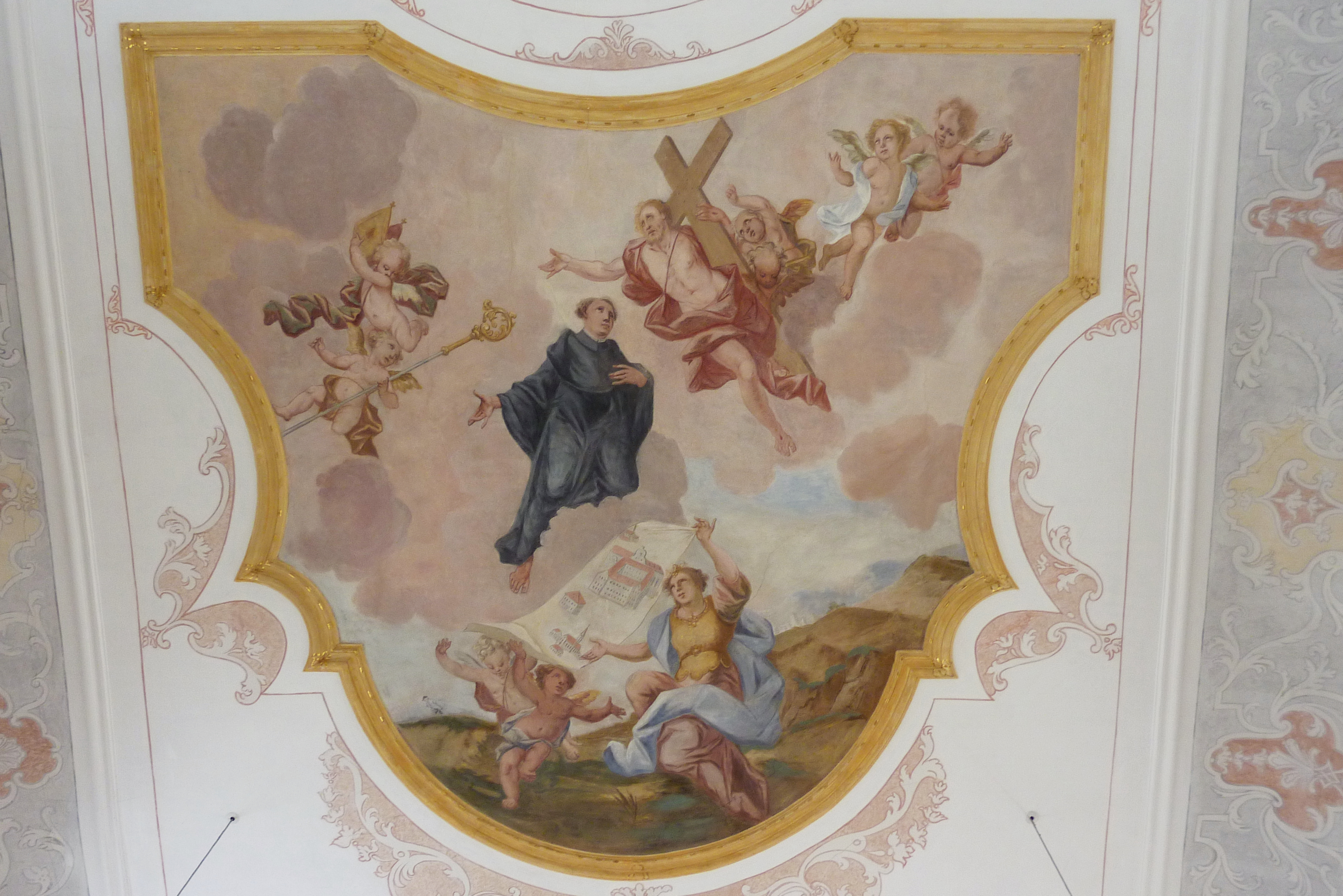
Heiliger Leonhard mit Klosterplan

Die Deckenfresken des Langhauses sind dem Schutzpatron der Kirche gewidmet. Die Grisaillen geben Szenen aus der Legende des heiligen Leonhard wieder: Leonhard steht einer fränkischen Königin bei einer schweren Geburt bei, er gründet das Kloster St-Léonard-de-Noblat bei Limoges, Leonhard bekehrt Ungläubige, die daraufhin ein Götzenbild zerschlagen, ein Gefangener in Ketten fleht den Heiligen um Hilfe an, Leonhard hilft einer Mutter und ihren Kindern, Leonhard lässt eine Quelle entspringen.

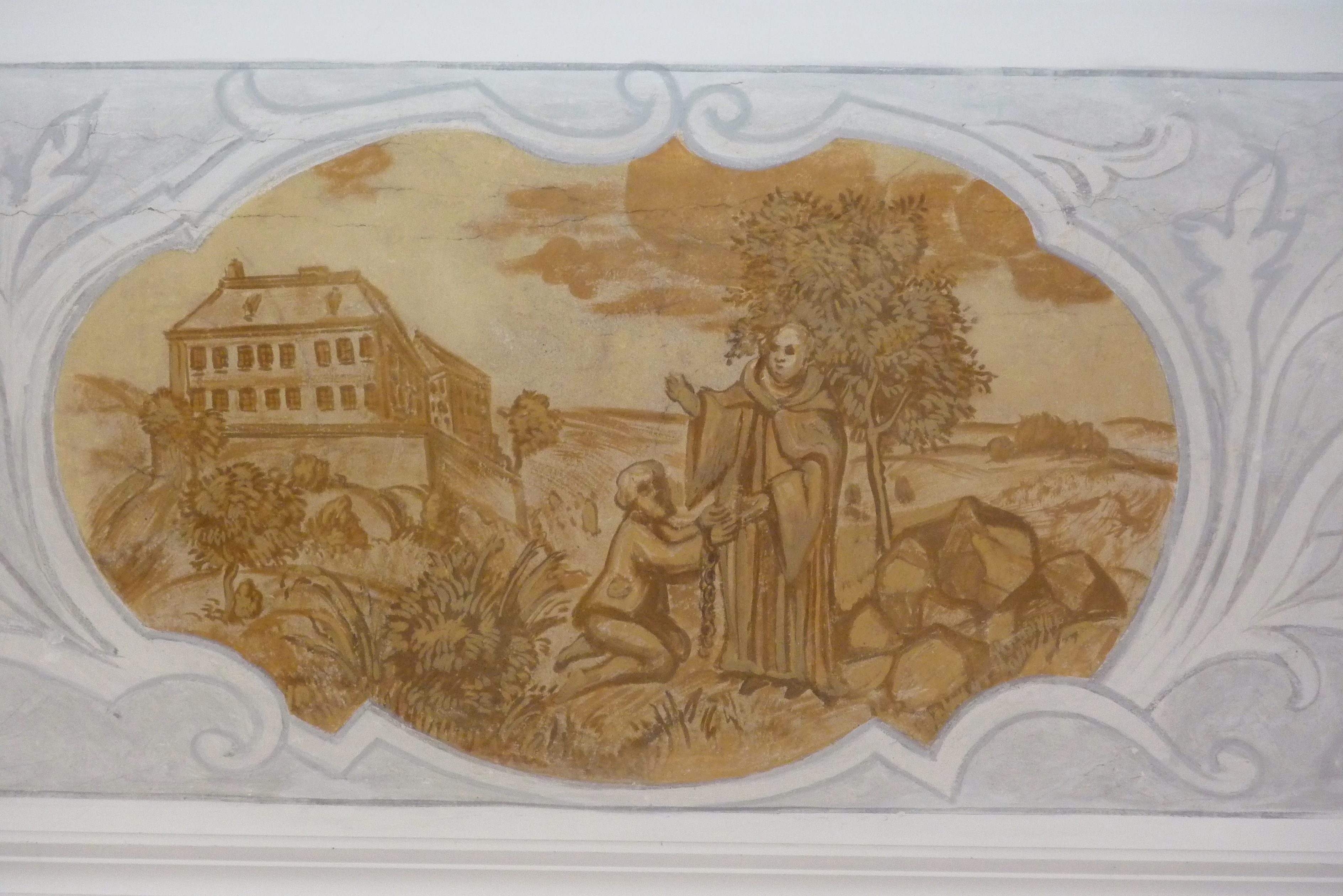
Ein Gefangener in Ketten fleht Leonhard um Hilfe
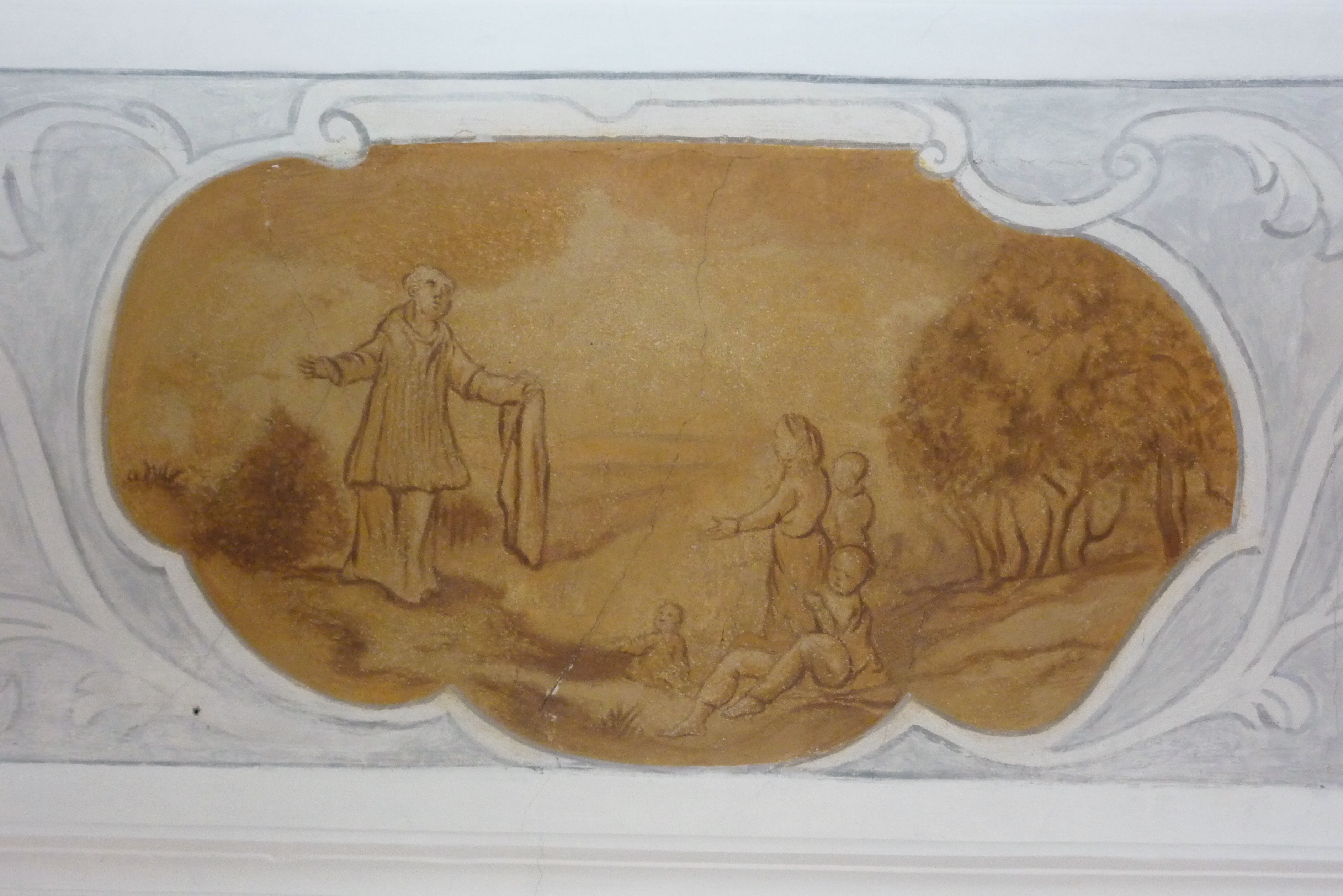
Leonhard hilft einer Mutter und ihren Kindern
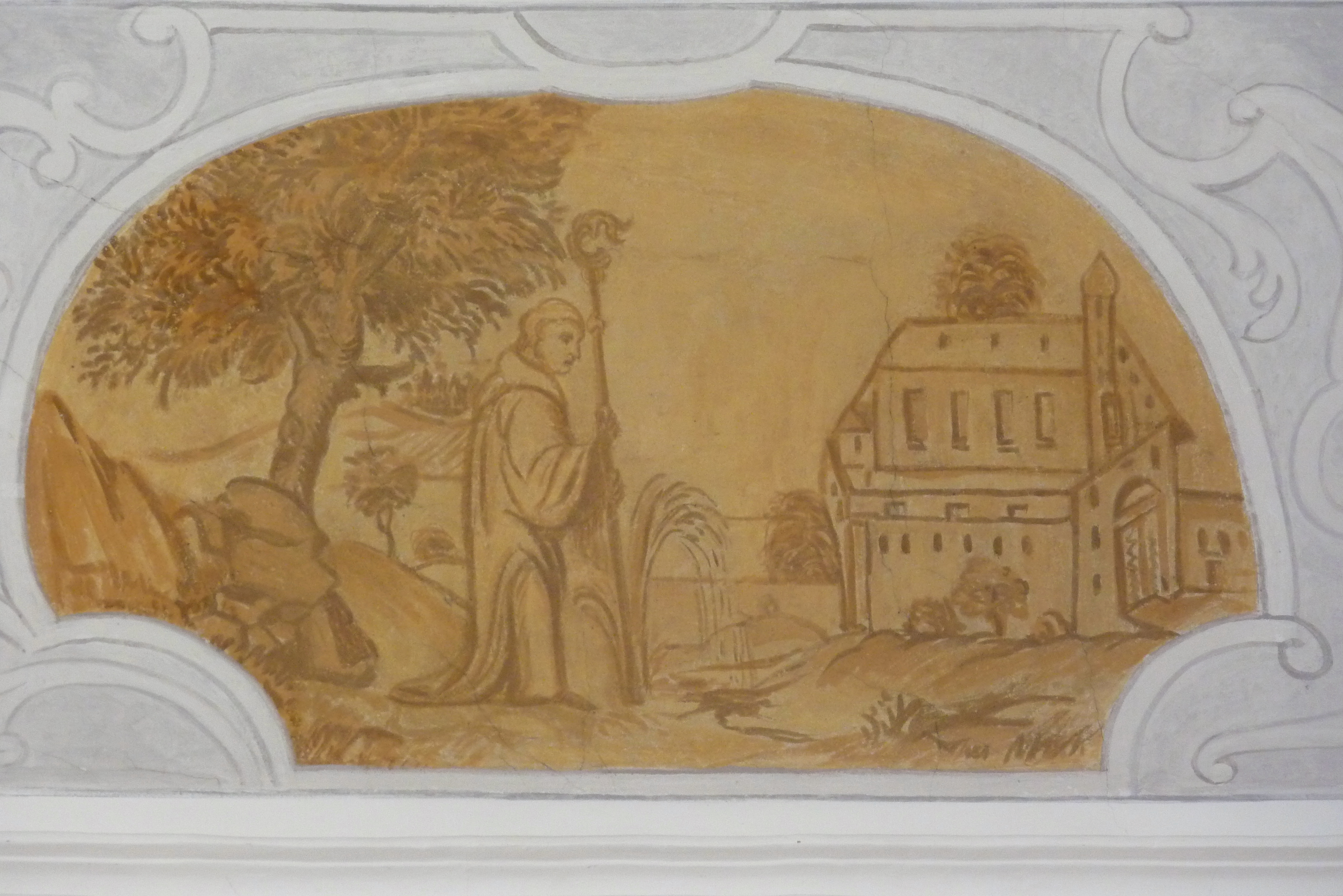
Leonhard lässt eine Quelle entspringen
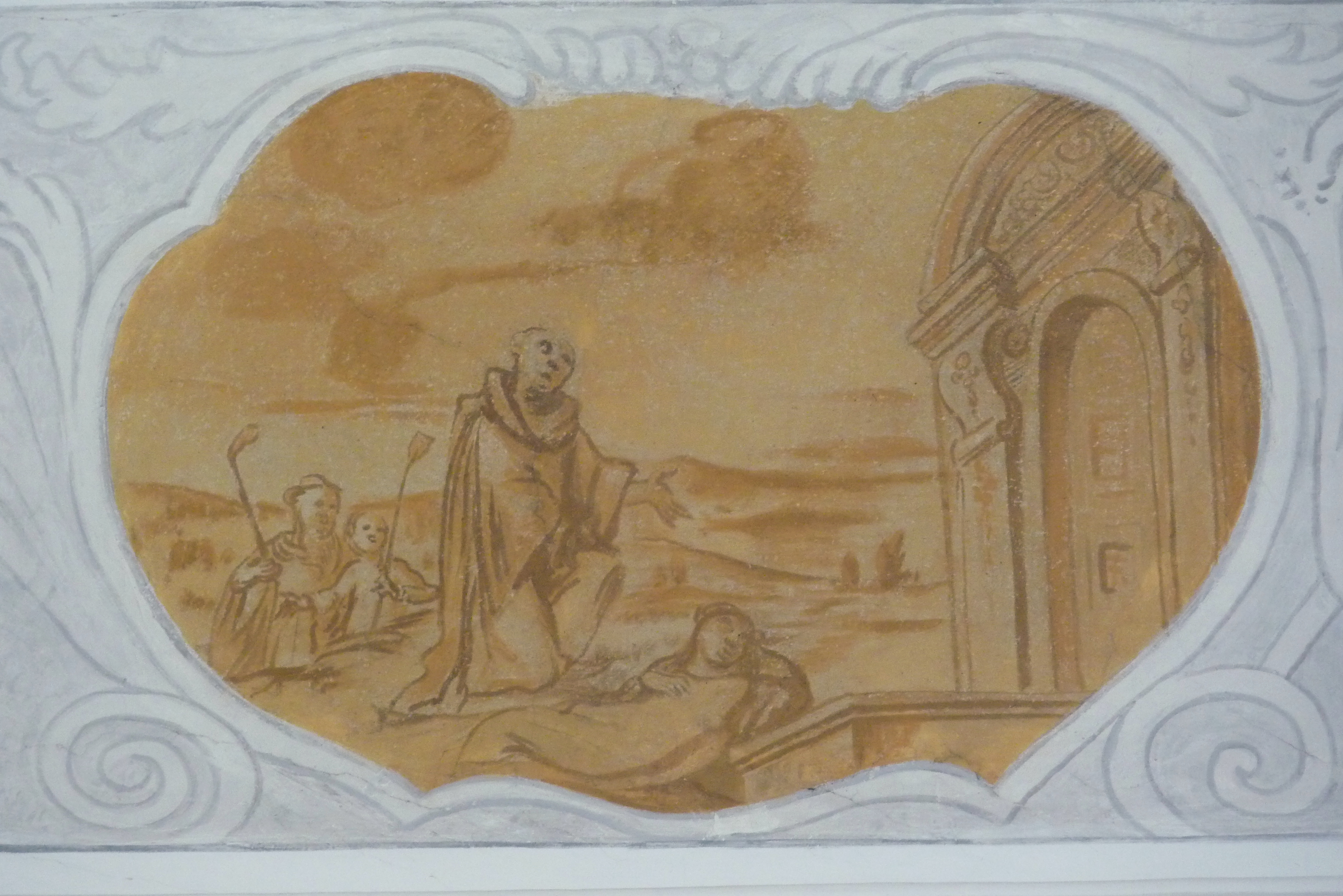
Leonhard steht einer fränkischen Königin bei ihrer schweren Geburt bei
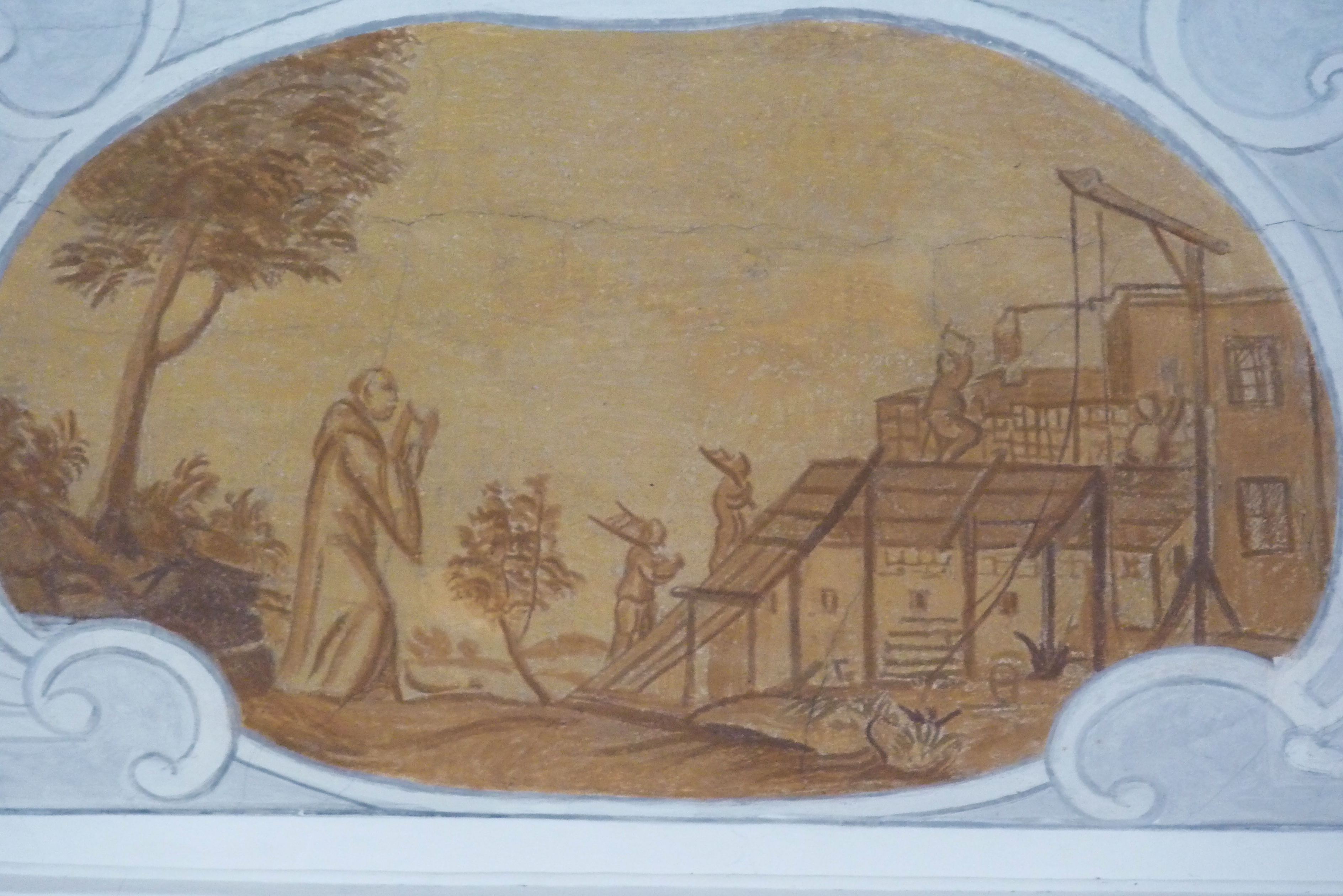
Klostergründung durch Leonhard
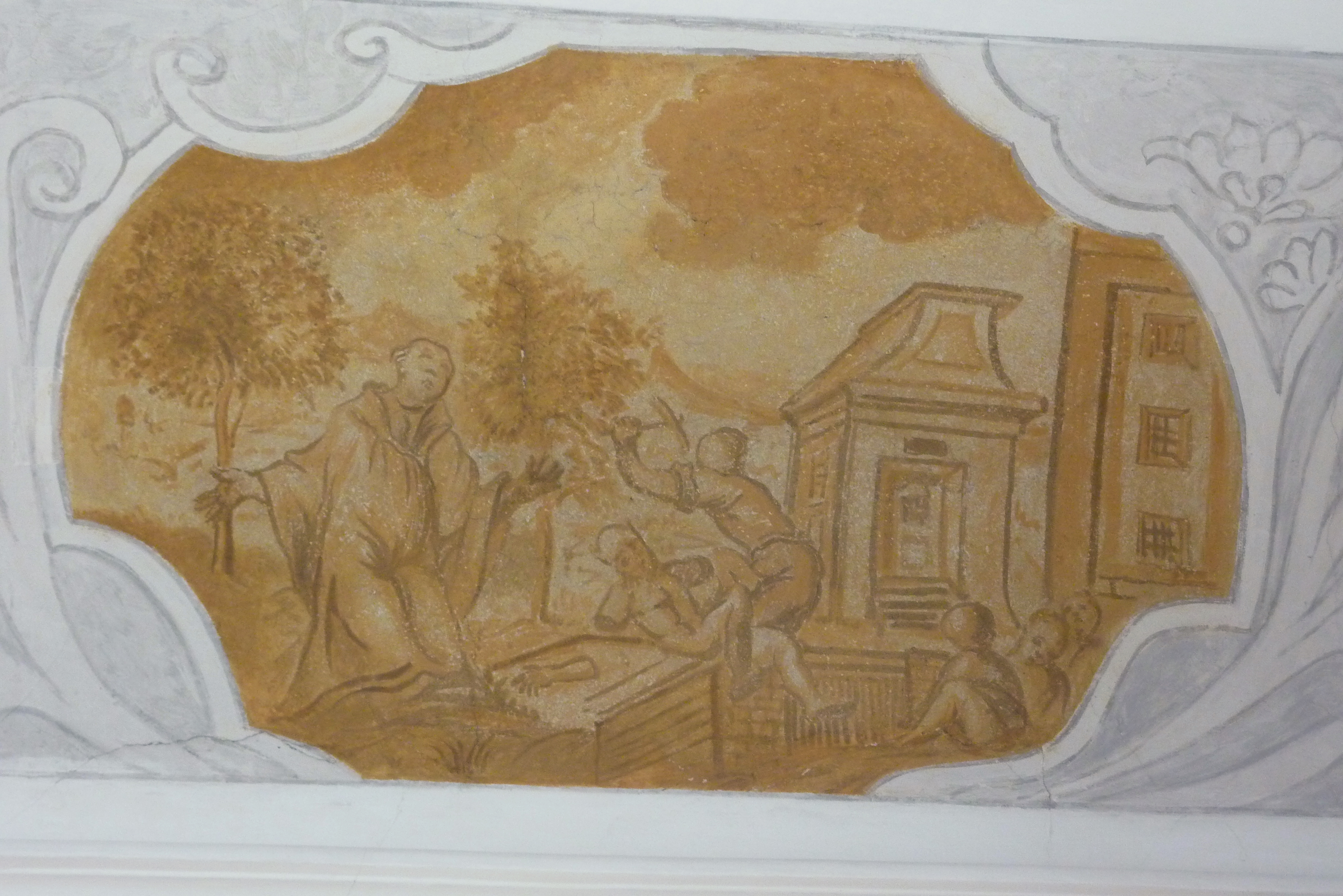
Leonhard bekehrt Ungläubige vom Götzendienst

## Ausstattung

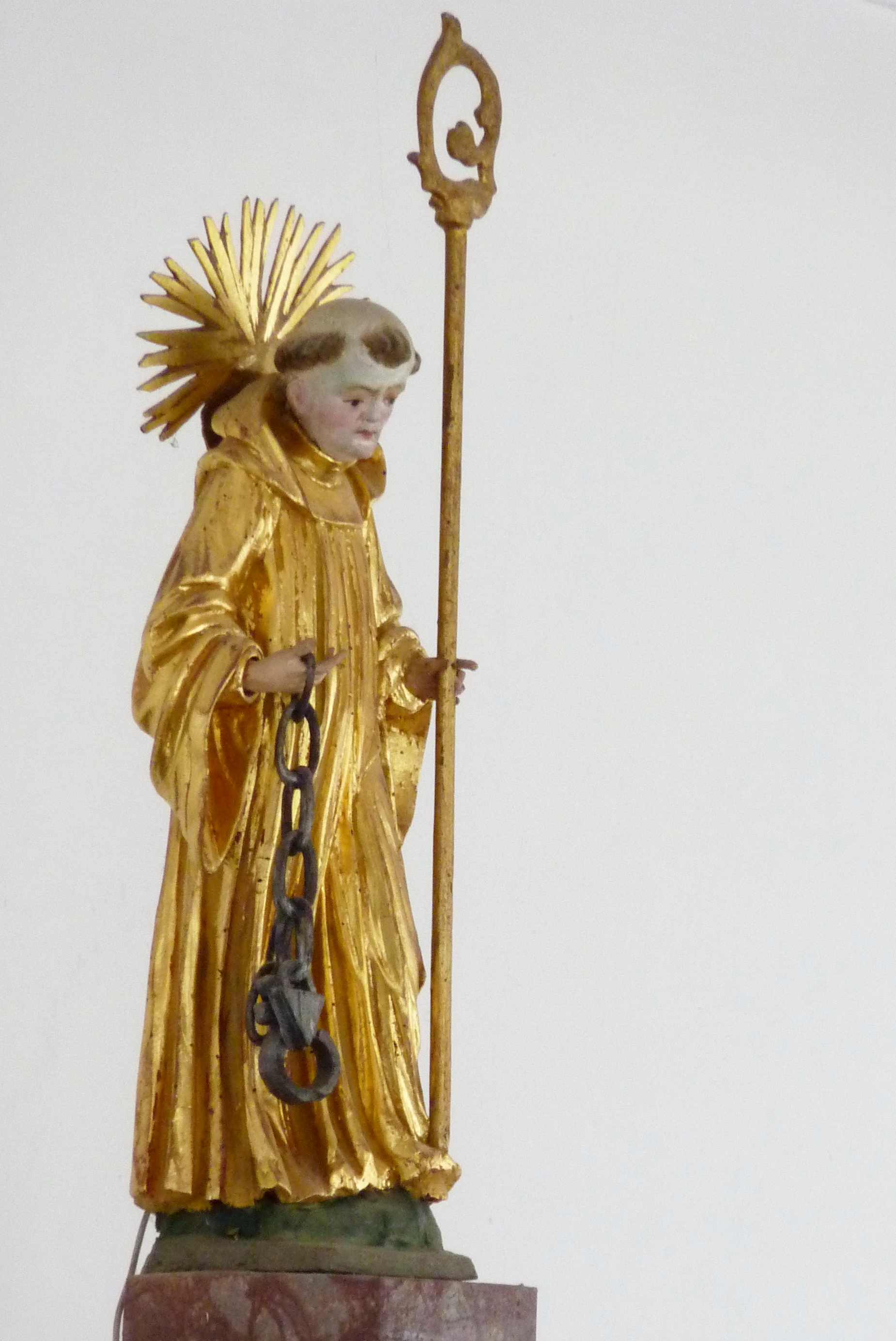
Schalldeckel mit der Figur des heiligen Leonhard

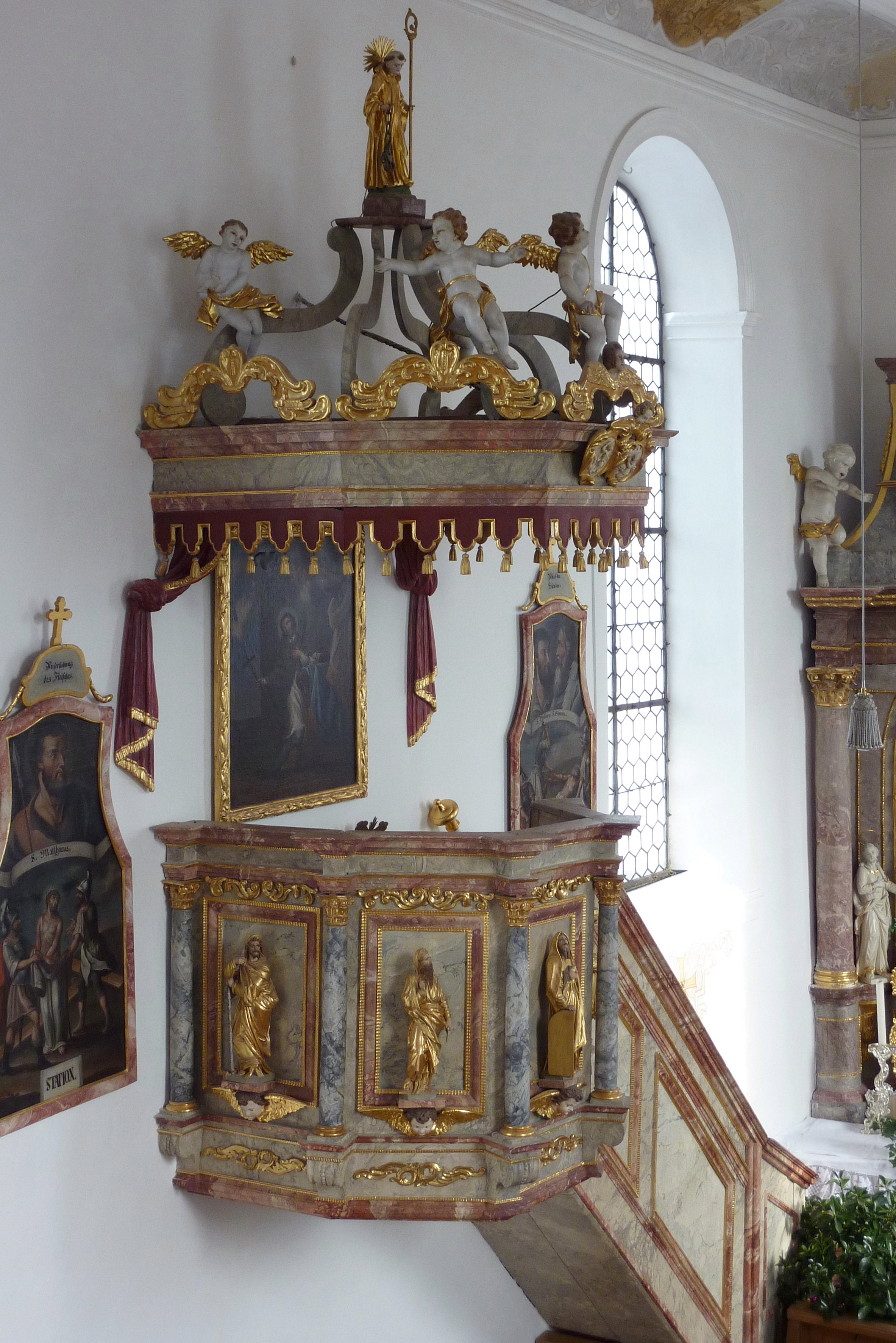
Kanzel

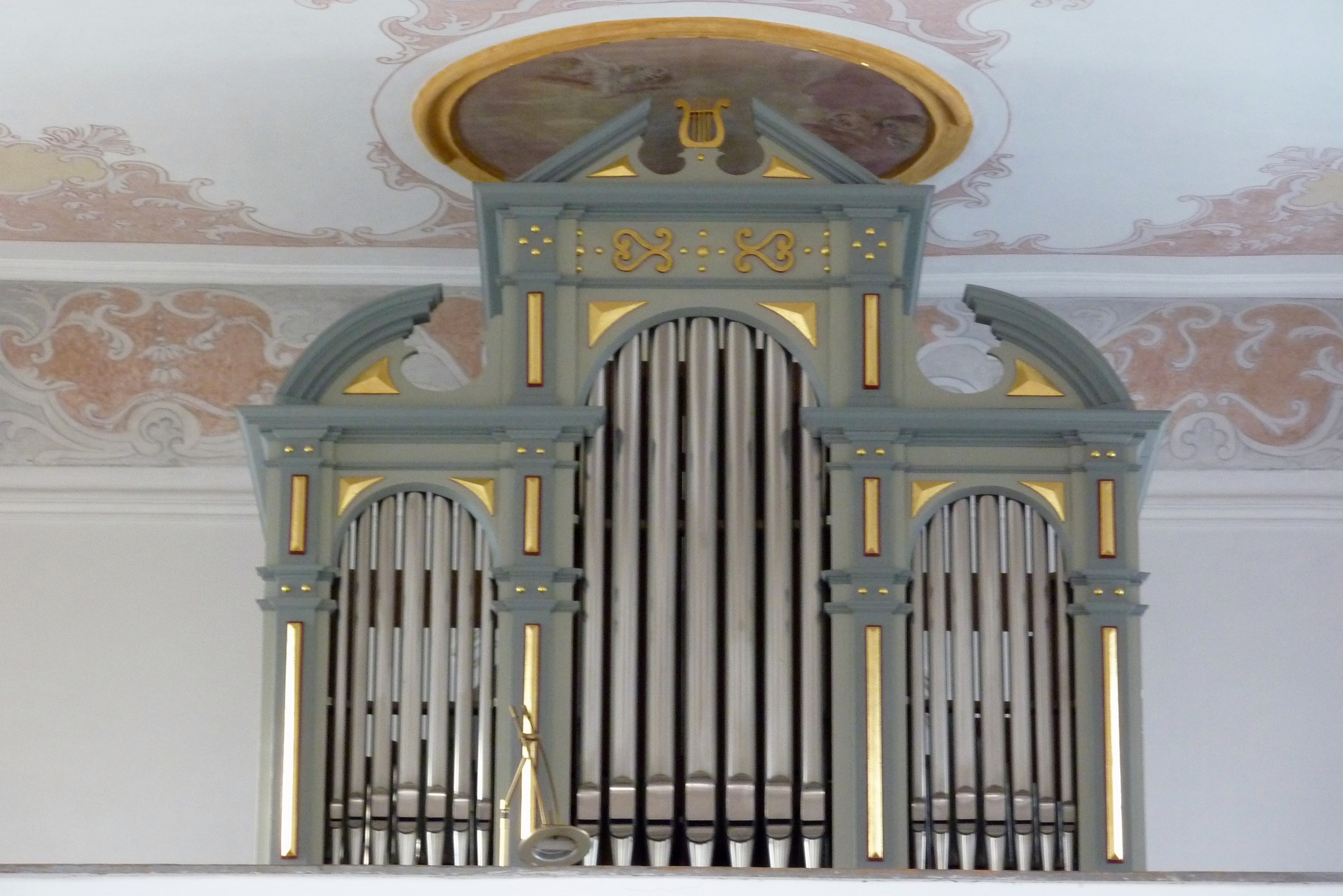
Orgel

- Die Kanzel stammt aus dem späten 17. Jahrhundert. Der Kanzelkorb ist mit Engelsköpfen besetzt, auf denen Statuetten, darunter Moses mit den Gesetzestafeln, stehen. Auf dem Schalldeckel sitzen Engelsputten, die den heiligen Leonhard umrahmen, der mit einer Mönchskutte bekleidet ist und seinen Abtsstab und Ketten in den Händen hält.
- Der Hochaltar aus dem frühen 18. Jahrhundert besitzt eine Skulptur des heiligen Leonhard, zu dessen Füßen ein Engel, Hirten und Tiere dargestellt sind. Die Skulpturen werden um 1720/30 datiert und Stephan Luidl zugeschrieben. Die seitlichen Figuren stammen ebenfalls aus dem frühen 18. Jahrhundert. Sie stellen links den heiligen Benedikt von Nursia mit einem Buch, der Benediktinerregel, in der Hand und den heiligen Magnus von Füssen mit seinem Attribut, dem Drachen zu seinen Füßen, dar. Die Pietà im Altarauszug wird in das zweite Viertel des 18. Jahrhunderts datiert.
- Die Seitenaltäre aus Stuckmarmor stammen aus der Zeit um 1790. Die seitlichen Figuren des linken Altares stellen den heiligen Joseph und den Apostel Andreas dar, die des rechten Altares stellen den heiligen Benedikt und seine Schwester, die heilige Scholastika dar. In der Mittelnische des linken Seitenaltares steht eine Muttergottes im Strahlenkranz aus dem frühen 18. Jahrhundert, vielleicht eine Arbeit des Bildhauers Anselm Libigo. Die Figur des heiligen Johannes Nepomuk in der Mitte des rechten Altars wird um 1740/50 datiert.
- Die Gemälde der Kreuzwegstationen wurden von Dominikus Zimmermann ausgeführt. Das Bild der ersten Station trägt die Signatur: „Dominici: Zimmemann: pinx: Wess“. Die Szenen sind jeweils mit dem Porträt eines Apostels versehen.

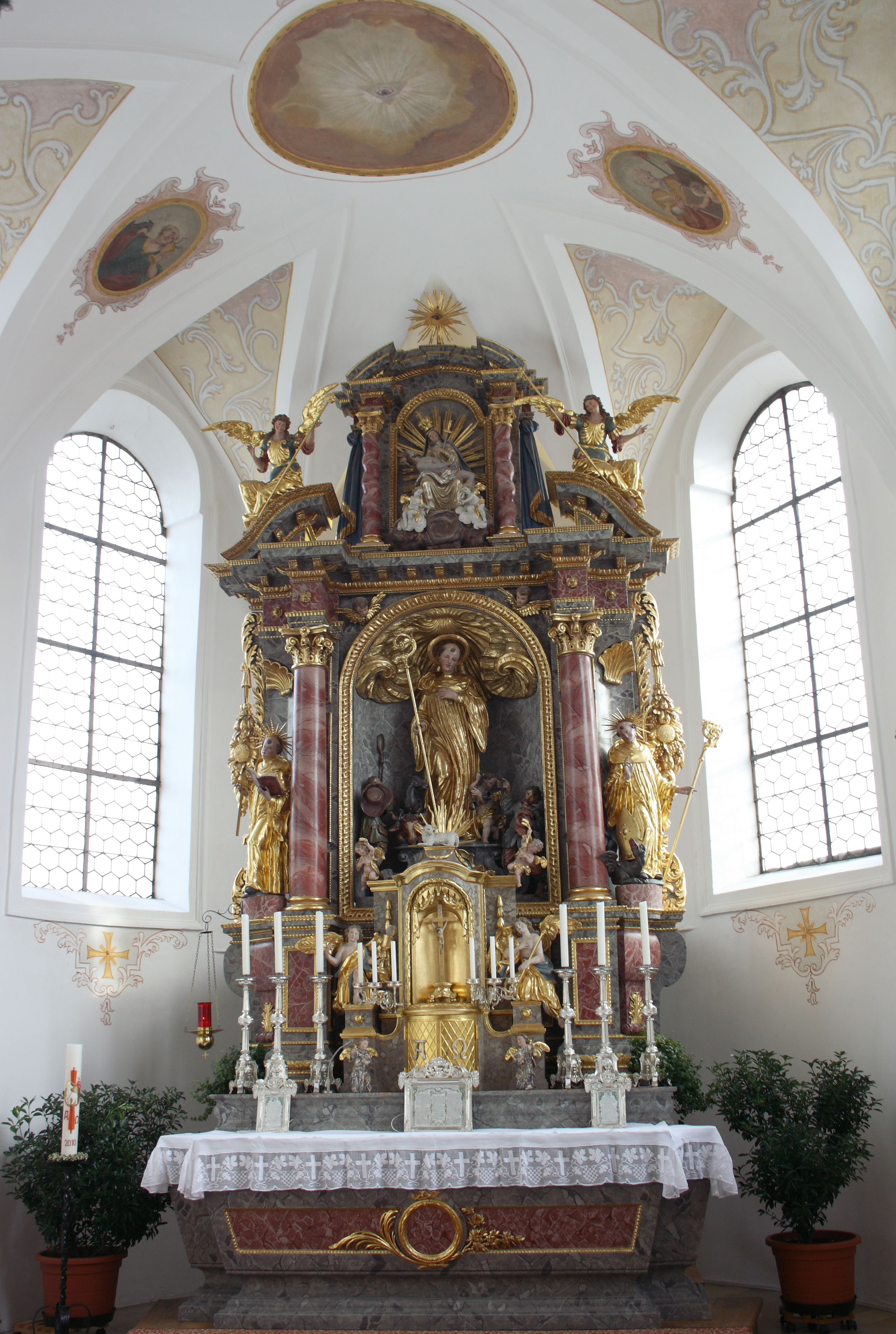
Hochaltar
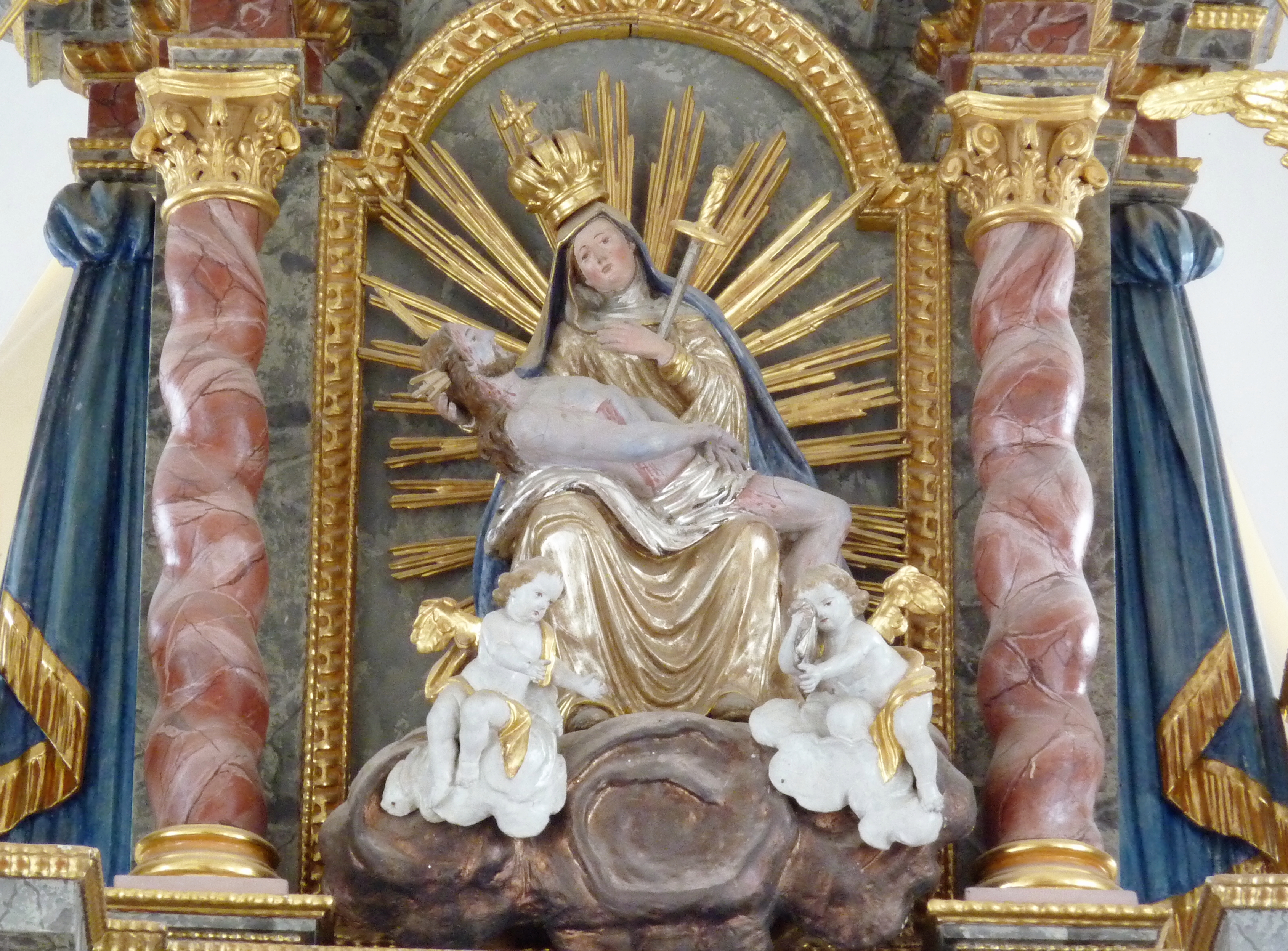
Pietà
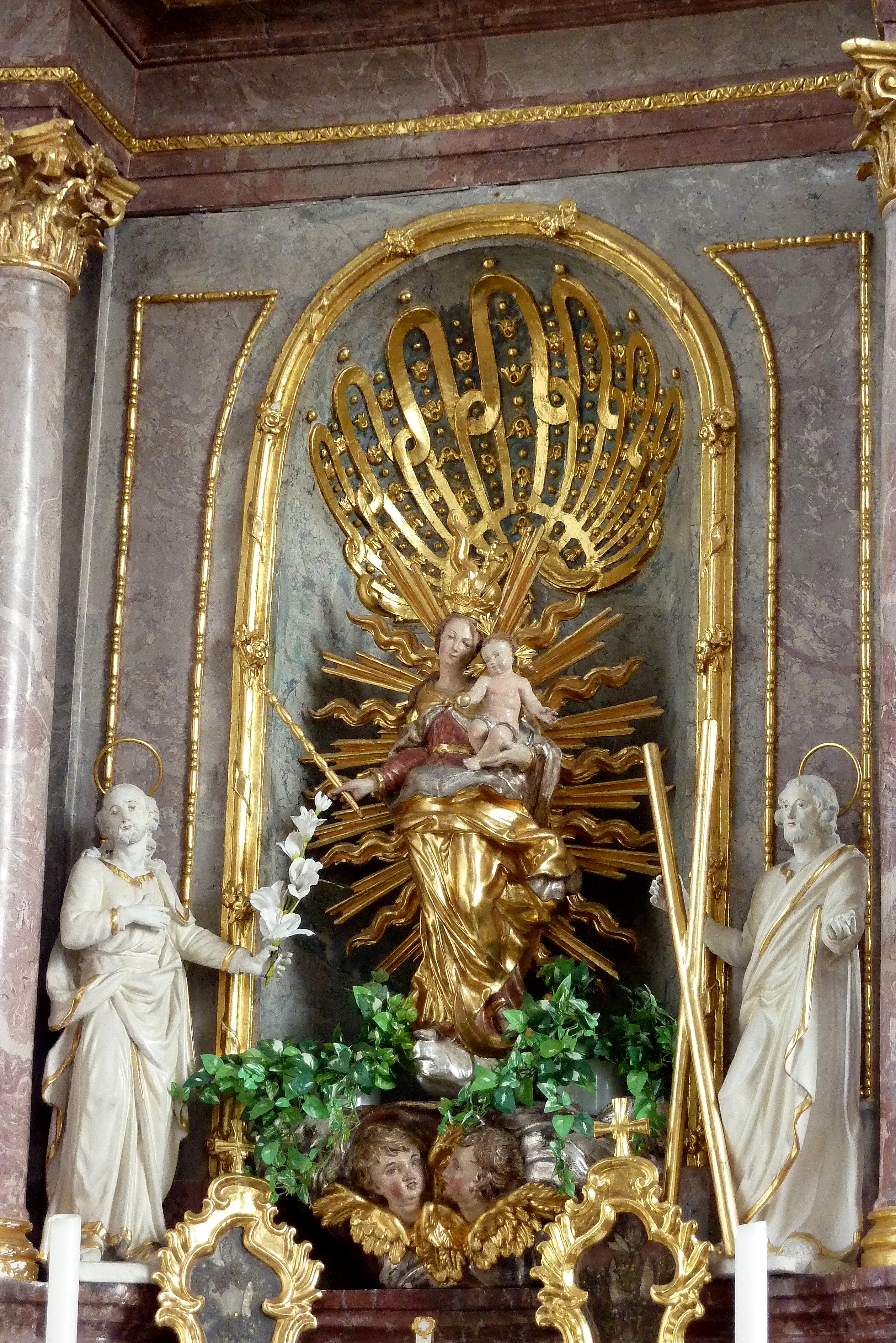
Madonna im Strahlenkranz

## Orgel
Die Orgel wurde im 19. Jahrhundert vom Orgelbauer Franz Xaver Frosch aus München errichtet und im Jahr 2000 von der Firma Georg Weishaupt in Westendorf restauriert.